# Aligh n'Targa
 (décembre 2016).
- Si vous ne connaissez pas le sujet, laissez ce bandeau (vous pouvez alors contacter les auteurs).
- Si vous supprimez le contenu mis en cause (vous pouvez préalablement contacter les auteurs),

argumentez précisément cette suppression dans la page de discussion
(un manque de référence n'est pas un argument ; une recherche réelle de référence doit avoir été effectuée, être formellement documentée).
Aligh n'Targa (« le bas du ruisseau ») est un village de la commune rurale de Toundoute, dans la province de Ouarzazate et la région de Souss-Massa, au Maroc.

## Géographie
Aligh n'Targa est situé dans les environs de Skoura, à 65 km au nord de la ville de Ouarzazate. Les principales activités de ces citoyens sont l'agriculture et la production d'amendes, de figues et d'huile d'olive.

## Groupes ethniques
Aligh n'Targa est actuellement habitée par différentes tribus d'origine amazighe (Aït Ichou, Aït Bram, Aït Hssain, Aït Oufqir, Imkkoussa, Aït Aziz, Aït Talfakkast, Aït Massai…), mais aussi non amazighes (comme les Charfa, qui sont d'origine arabe), les Aït Boukarchad, qui sont juifs, n'y habitent plus depuis 1964 car ils ont quitté pour Israël.

## Cultures et traditions
Ahwach, Tagroupite : les jeunes hommes d'Aligh N'targa s'intéressent beaucoup à ce genre de musique extraite de différents chants Berbères, Amazighs et Arabes Chaâbi ; Izenzaren ; Oudaden et d'autres.

## Galerie

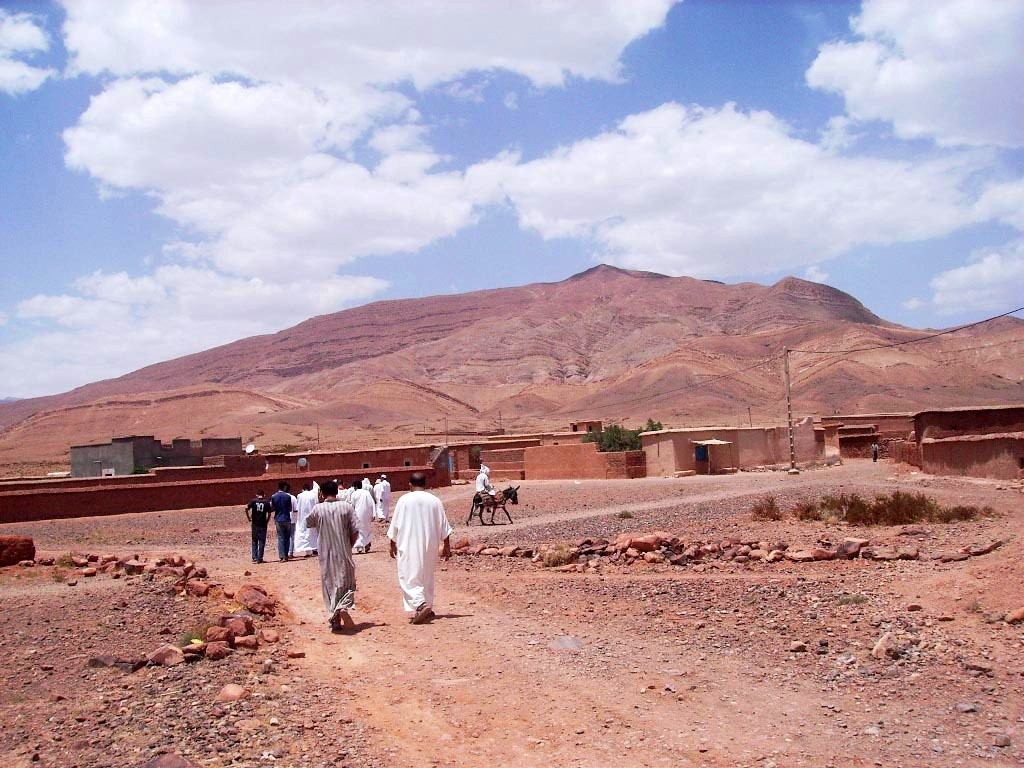
Lqadouh.
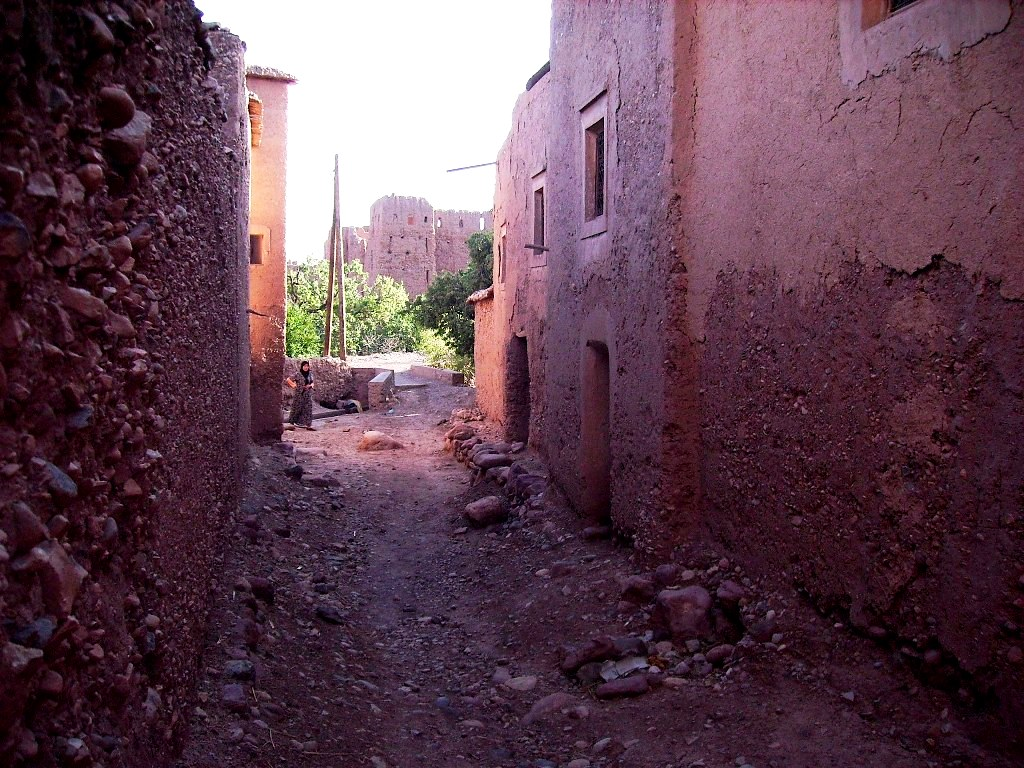
Tasoukt.
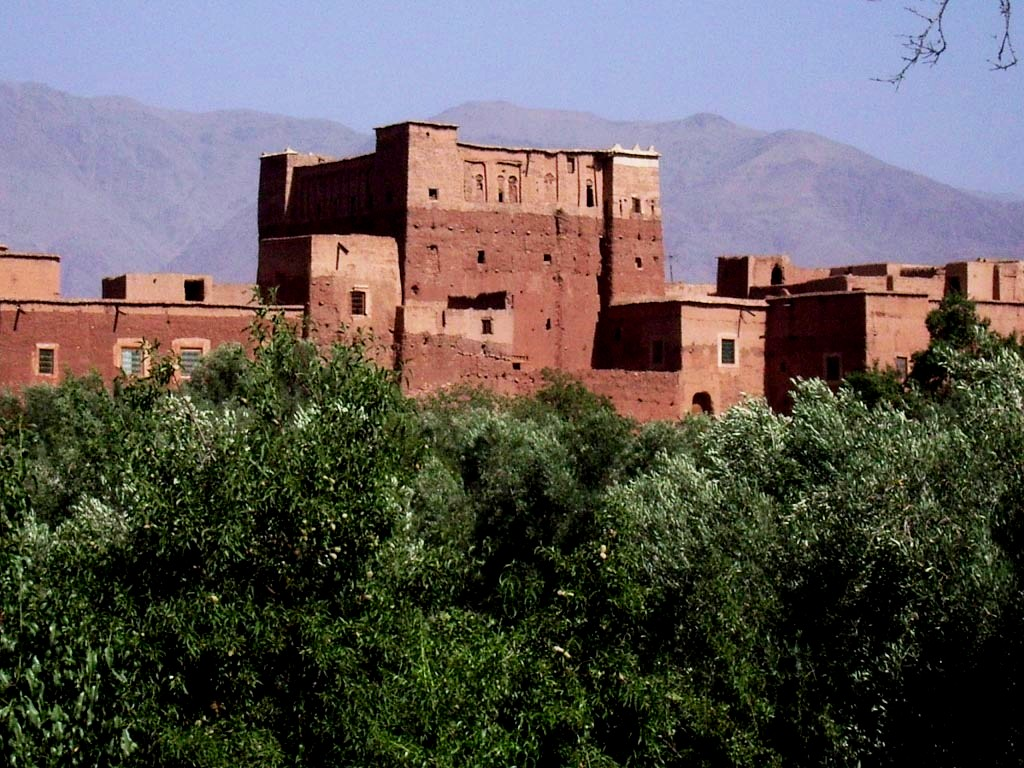
Qasbat Ait El Madane.
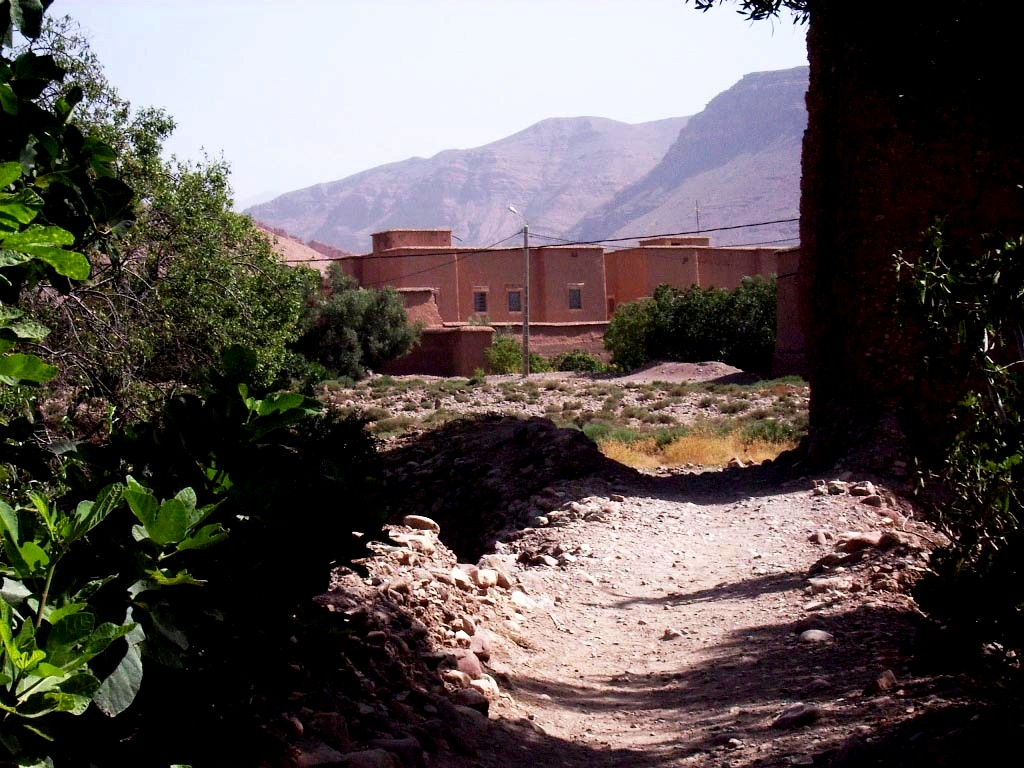
L'ancien cemetier de Aligh n'targa.